# Pintures de Santa Maria de Taüll
Les  Pintures de Santa Maria de Taüll són un conjunt de pintures romàniques que actualment formen part de la col·lecció permanent del Museu Nacional d'Art de Catalunya. El conjunt de Santa Maria de Taüll és un dels cicles d'imatges romàniques més complet que es conserva al Museu. Originàriament l'interior de l'església estava totalment decorat i, malgrat que no es conservi sencer, el que ha perdurat fins als nostres dies és prou important per conèixer força els temes que s'hi representaven, la seva distribució a l'interior del temple i per distingir-hi diferents artistes.
A la part més important de l'església, a l'absis, s'hi representa la Mare de Déu com a tron de l'Infant, en una escena de l'Adoració del Reis. És la representació del primer reconeixement de la divinitat de Crist per part de totes les nacions i de les diferents edats de la vida de l'home. Al semicilindre hi ha representats apòstols com a testimonis d'aquesta manifestació divina i als arcs que precedeixen l'absis hi ha la Mà de Déu i la figura d'Abel (al·legoria del sacrifici de Crist i de l'Eucaristia), l'Agnus Dei. En el tram previ, queden restes del que degué ser una Maiestas Domini amb el Tetramorf, del qual es conserven les figures antropozoomòrfiques que devien representar dos evangelistes, un serafí i l'arcàngel Gabriel. Cal fer
esment també de les representacions de bestiari inscrites en cercles que hi ha sota les figures dels apòstols, que recorden genèricament els temes dels teixits orientals.
Als murs laterals de l'església sovint es representaven escenes bíbliques o relatives a sants distribuïdes en diferents registres. Aquí, a tocar de l'absis lateral, hi trobem, per exemple, el rei Herodes amb els Tres Reis Mags, els quals, en una síntesi de dos episodis diferents, visiten Herodes i adoren l'Infant. A les columnes de la nau i als intradossos dels arcs hi ha imatges de sants i profetes, representants de l'Església, d'entre els quals hi ha sant Climent i sant Nicolau. Al mur occidental, com era habitual, la representació del Judici Final, i una versió de la lluita entre David i Goliat (Ps 17:4-54) que representa la lluita del bé contra el mal.

## Història
La consagració de l'església pel bisbe de Roda i de Barbastre, l'11 de desembre de 1123, és la data clau per donar cronologia a les pintures de la capçalera. El seu artista, relacionat amb conjunts castellans com Santa Cruz de Maderuelo (Museu del Prado), és el de més qualitat de tot el conjunt. La dependència de l'estil d'aquestes pintures respecte de l'absis central de Sant Climent de Taüll és ben clara, especialment en el modelat de les formes i la geometrització dels vestits.
L'artista de la resta de pintures de l'església és posterior, més rústec i amb menys recursos tècnics. Se l'ha anomenat Mestre del Judici Final i es relaciona, entre d'altres, amb les pintures de l'absidiola meridional de Sant Climent de Taüll.

## Descripció

### Absis central

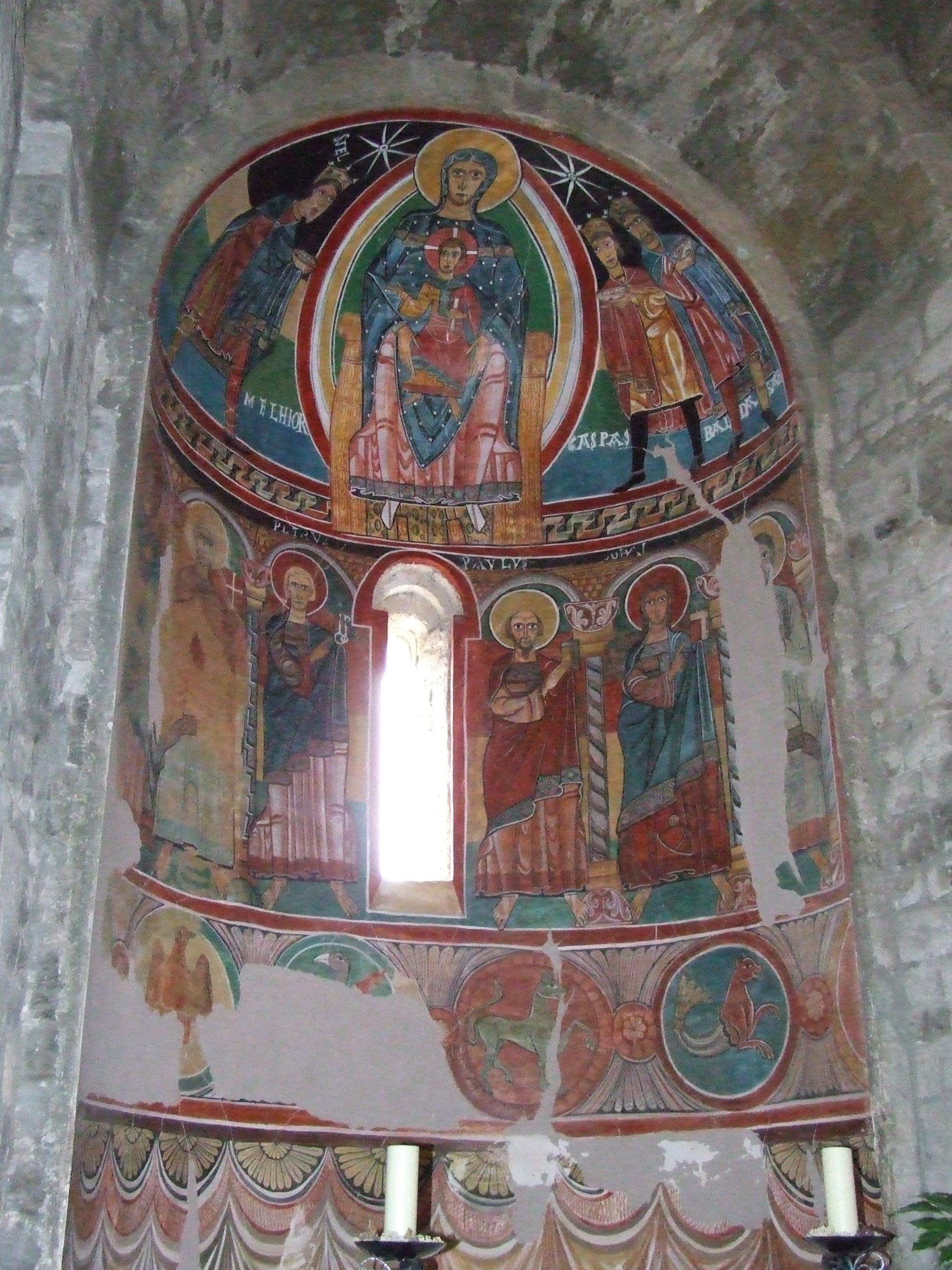
Reproducció instal·lada a Santa Maria de Taüll

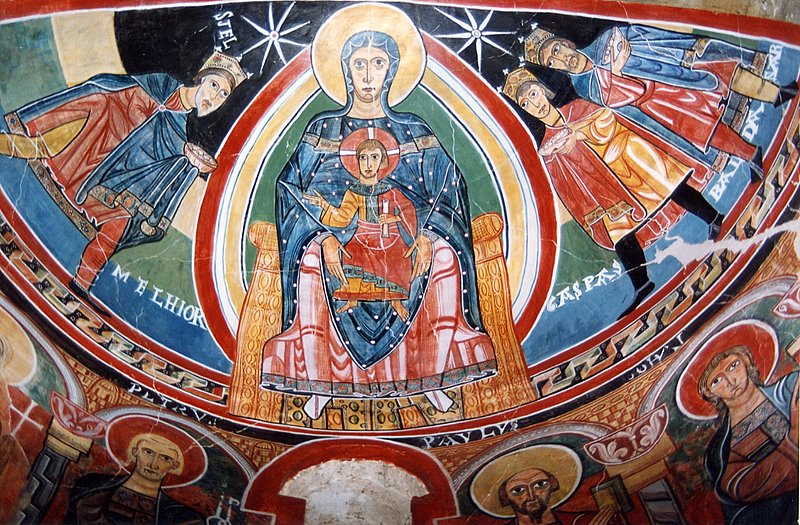
Original exposat al MNAC

El fons està compost per bandes horitzontals que van del verd al blau. S'hi representa l'Epifania. La Mare de Déu és en un tron adornat amb pedreries, envoltada per una màndorla en vermell, ocre i blanc. Porta una toca blavosa i túnica rosada que acaba sobre els peus en una rica orla.
Jesús és assegut a la seva falda a manera de tron. Duu túnica i mantell vermell, i beneeix amb la mà dreta, mentre sosté un rotlle amb l'esquerra. La seva aurèola és vermella i s'hi veu dibuixada una creu blanca. Als dos costats de la mandorla hi ha una estrella de vuit puntes. A la pintura apareixen també els Reis Mags, ben referenciats amb els seus noms en lletres majúscules: «MELCHIOR GASPAS BALDASAR». Porten túnica curta, clàmide i corona reial i ofereixen els regals en un plat daurat.
A la zona mitjana de l'absis hi ha representats els Apòstols sota una arcuació. Tots portaven escrit el seu nom, encara que alguns s'han perdut. La part de baix està pintada amb una sèrie de medallons enllaçats amb decoració vegetal, en els quals apareixen les imatges d'alguns animals (àguila, cigonya, lleó, drac i peix), i encara més avall hi ha un fris de pintures que reprodueixen cortinatges, molt ben elaborats. En el doble arc presbiteral que precedeix l'absis es veu l'Agnus Dei, més estrelles i una escena d'Abel vestit de pastor. Es creu que a l'altre costat hi podia haver la figura de Melquisedec.
El conjunt de pintures d'aquest absis és molt ric, ple de detalls, i amb greques separant alguns dels nivells de les pintures.
El Museu Nacional d'Art de Catalunya conserva les pintures originals d'aquesta església, i en aquests moments a Santa Maria de Taüll se'n pot veure una rèplica.

### Decoració de les parets
Les restes de pintures de les parets van ser rescatades també i van ser guardades al Museu. L'autor d'aquestes pintures i d'una de les absidioles no és el mateix que el de l'absis, tal com ocorre a Sant Climent. Les pintures que corresponen al mur sud estaven repartides als dos costats de la porta. Les corresponents a la part més alta estan molt deteriorades, i algunes de les figures han estat detectades a força d'intensos estudis i comparacions amb altres pintures semblants. Se suposa que eren escenes de la llegenda del papa sant Climent, la seva ordenació i consagració pel mateix Sant Pere, els seus viatges, la nau i la miraculosa aparició de l'Agnus Dei. Una altra escena se suposa que era la seva investidura com a bisbe de Roma.
A la part inferior es presenta el tema de l'Adoració dels Reis i d'Herodes assegut al seu tron. Els personatges estan enquadrats per un pòrtic. Hi ha dos personatges que representen Zacaries en el moment de recobrar l'ús de la paraula, quan l'altre personatge li indica amb un cartell el nom de Joan per imposar-lo al seu fill. A l'altre costat de la porta continuen altres passatges de la vida de Zacaries. El fons de la nau sud estava decorat amb les escenes de David i Goliat en el moment de la pedrada i posterior caiguda d'aquest, i el moment en què David talla el cap al gegant sota la presència d'un corb impacient. Aquestes pintures són atribuïdes al Mestre del Judici Final.
El mur del fons de l'església estava decorat amb les escenes del Judici Final la lectura del qual es veu interrompuda pel buit d'una finestra que es va fer en èpoques posteriors. A la part baixa, sant Miquel està pesant les ànimes en una balança.
Al mur nord es conserven fragments de pintures amb els turments de les ànimes dels castigats. L'artista va demostrar en aquests temes una gran fantasia, intentant una demostració de realisme tremendista amb una gran varietat de monstres i cossos humans esbocinats. A dalt i a prop de la coberta va exposar el tema tan repetit dels galls dindis afrontats davant d'un calze.
Les columnes també van estar pintades amb franges helicoidals, jutjant pels fragments que es conserven. L'intradós dels arcs estava pintat amb representacions dels profetes les restes dels quals es redueixen a «ISAIE JEREMIA», que porta rotlles i llibres a les mans tapades (velades) pel mantell com a símbol de consagració.
Cal dir que aquestes pintures no van ser reproduïdes, com sí que ho van ser les de l'absis principal, en el seu emplaçament original.

### Pintures exteriors

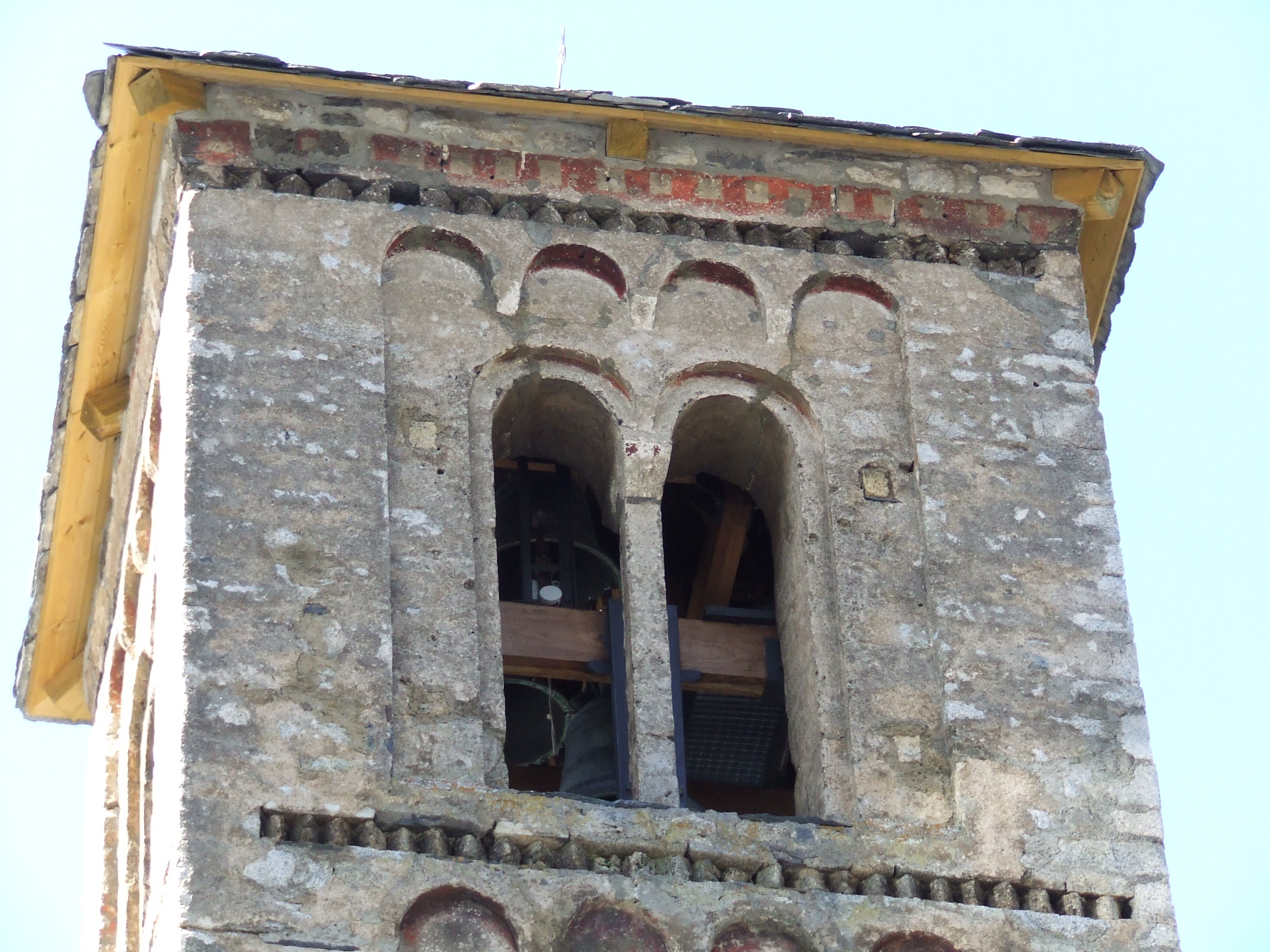
Pintures al ràfec del darrer pis del campanar

Com moltes esglésies romàniques, per exemple la de Sant Joan de Boí, Santa Maria de Taüll tenia ornamentació pictòrica a l'exterior. Només se'n conserva una petita mostra al campanar, on se n'han conservat alguns fragments, al pis superior, a la cara nord (la menys afectada pel sol), i als dos de sota seu.